# Вулиця Озаркевича
Ву́лиця Озаркевича — вулиця у Галицькому районі міста Львова, в місцевості Новий Світ. Сполучає вулицю Городоцьку з площею Святого Юра.

## Історія та назва
Від 1863 й до 1871 року — це була Санкт Георгсайтенгассе або ж Святого Юра бічна, у 1871—1885 роках — Пивоварська, через те, що на вулиці до кінця XIX століття функціював бровар, на місці якого у 1930-х роках збудована Народна лічниця. 1885 року вулицю названо, на честь Петра Скарґи, на честь польський римо-католицького священика, полеміста, проповідника. Під час німецької окупації, з 1941 року — Шпітальштрассе. У липні 1944 року повернена передвоєнна назва вулиці — Скарги, але у грудні 1944 року перейменована на вулицю Пирогова, на честь хірурга Миколи Пирогова. Сучасна назва — вулиця Євгена Озаркевича, на честь фундатора української медицини в Галичині, походить від 1992 року.

## Забудова
В архітектурному ансамблі вулиці Озаркевича переважають конструктивізм, класицизм, садибна забудова початку XX століття. До реєстру пам'яток архітектури місцевого значення внесено будівлі колишньої дяківської бурси (№ 2) та Українського шпиталю «Народна лічниця імені митрополита Андрея Шептицького» (№ 4).

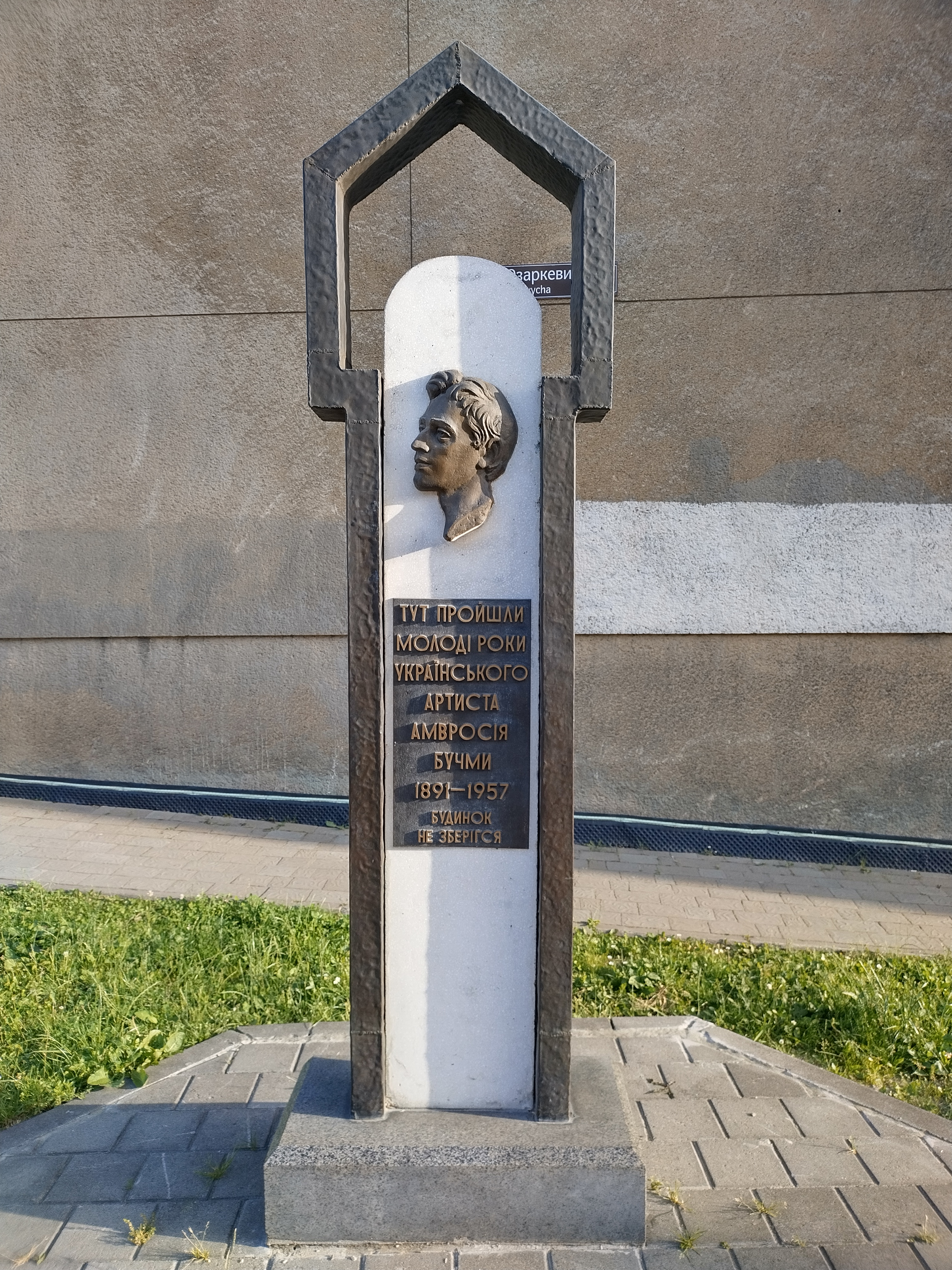
Меморіальний знак на місці будинку на вул. Є. Озаркевича, де пройшли молоді роки українського актора Амвросія Бучми

№ 2 — будівля колишньої дяківської бурси, збудована у 1904 році на замовлення Андрея Шептицького та за спільним проєктом архітекторів Івана Левинського, Олександра Лушпинського і Тадея Обмінського у сецесійному стилі з елементами гуцульського мистецтва. Інтер'єри бурси та каплиці при ній оформляли у 1911—1912 роках митці Михайло Бойчук та Євген Сагайдачний. Тут у серпні 1914 року було перше місце збору Українських січових стрільців, а 1915 року тут відкрився притулок для поранених — Захист УСС. У притулку на межі 1915 та 1916 років перебував хворий Іван Франко. У дяківській бурсі містилася також духовна семінарія монастиря Отців студитів, ігуменом якого був Климентій Шептицький. За радянських часів будівлю дяківської бурси приєднали до колишньої «Народної лічниці» та добудували ще два поверхи. До нашого часу збереглося декілька фрагментів оздоблення керамічними плитками з українським орнаментом. Нині в будинку міститься ВП «„3-я міська клінічна лікарня міста Львова“ КНП „Львівське ТМО 3“» та аптечний пункт «Аптеки № 43». Будинок внесений до Реєстру пам'яток архітектури місцевого значення під охоронним № 232-м.
№ 4 — на земельній ділянці, виділеній Андреєм Шептицьким, було засновано «Народну лічницю», аби надавати безкоштовну лікарську допомогу всім мешканцям Львова та цілої Галичини — без різниці віросповідання і народності. Під лічницю пристосували існуючий одноповерховий житловий будинок, збудований ще у другій половині XVIII століття. Лічниця почала працювати від 1 липня 1903 року. Постійним директором «Народної лічниці» від початку і до його смерті у 1916 році був доктор Євген Озаркевич. Після нього лічницю очолив доктор Броніслав Овчарський, після війни — доктор Сильвестр Дрималик, а відтак доктор Іван Куровець, а продовжив його наступник (з 1931 року) — доктор Тит-Євген Бурачинський. Одноповерховий будинок, який від 1903 року функціонував як перша Народна лічниця, залишився в структурі лічниці. 1938 році інженер Юрій П'ясецький запроєктував сіткову огорожу від вулиці Скарги. У 1931—1937 роках за кошти митрополита та проєктом архітектора Євгена Нагірного збудовано новий корпус шпиталю. Керував спорудженням архітектор Олександер Пежанський. Під час німецької окупації лічниця продовжувала функціонувати. 1941 року при північній стіні сусіднього будинку № 6 за проєктом інженера Лімберґера був збудований гараж. У 1946 році вже радянська влада перетворила «Народну лічницю» на Львівську 3-ю міську лікарню, а у старому одноповерховому будинку розмістили аптеку та морг.
1990 року на фасаді будівлі лічниці встановлена бронзова пам'ятна таблиця з барельєфним зображенням митрополита Андрея Шептицького, яка сповіщає, що Український шпиталь Народної лічниці імені Андрея Шептицького, збудований волею і зусиллям народу. Прийняв перших пацієнтів 10 жовтня 1938 року. Автор таблиці — скульптор Роман Петрук. Нині цю адресу має Український шпиталь «Народна лічниця імені митрополита Андрея Шептицького». 6 червня 1994 року лічницю передали у власність курії Львівської архиєпархії Української греко-католицької церкви. Будинок внесений до Реєстру пам'яток архітектури місцевого значення під охоронним № 233-м.
№ 12 — триповерховий житловий будинок початку XX століття. У напівпідвальному приміщенні міститься ресторан «Wine & Meat».
У верхній частині вулиці, на розі з площею Святого Юра у липні 2003 року встановлено меморіальний знак, який інформує, що на цьому місці стояв будинок, де пройшли молоді роки українського актора Амвросія Бучми. Напівпрофіль молодого А. Бучми викарбуваний в бронзі на білому мармурі скульпторкою Теодозією Бриж. Архітектор Василь Каменщик надав таблиці, вищій за людину, стрункого силуету бронзової стилізованої могутньої стріли, що стримить в небо.